# Dort brennen sogar die Sterne...
Dort brennen sogar die Sterne... (Originaltitel:  Acolo și stelele ard... ) ist ein Roman von Vintilă Horia. Er erschien erstmals 1942. Die deutsche Übersetzung erschien 1954 im Eduard Wancura Verlag.

## Inhalt
Der rumänische Ich-Erzähler Valentin reist nach Umbrien, um dort Assisi und Perugia zu besuchen. Während der Hinreise mit dem Zug lernt er eine charmante junge Französin, Alice, kennen. Die beiden haben eine kurze Beziehung, die in einem Geschlechtsverkehr in einer Scheune ihren Höhepunkt findet. Danach wandelt Valentin einsam durch Assisi und bleibt in einer Kirche vor einem Bildnis der Madonna stehen. Er überlegt sich, ob er in ihren Gesichtszügen Alice wiedererkennt. In diesem Moment spricht ihn unvermittelt Andrei, ein alter Schulfreund Valentins, an, der meint, die Muttergottes sehe Anna-Maria, einer Schulkameradin, in die beide verliebt gewesen sind, ähnlich. Valentin ist überrascht, Andrei wiederzusehen, und beide geraten bei ihren anschließenden Gesprächen in Erinnerung an eine frühere Reise nach Italien, die sie  damals zu dritt unternommen haben.
Valentin erinnert sich daraufhin an seine Jugend in Bukarest und an den Tag, an dem er Anna-Maria kennengelernt hatte. Sie war die Tochter eines Ingenieurs und Halbwaise. Ihr Charakter war sehr ungebunden und sie zog Valentin in ihren Bann, als sie den Valse triste von Jean Sibelius auf dem Klavier spielte. Als Valentin ihr aber ein Exemplar seiner selbst verfassten Novelle schenkte, meinte Anna-Maria nach der Lektüre, dass sie sich in der Erzählung nicht wiedererkannt habe.
Auf einer gemeinsamen Wanderung erzählt auch Andrei von seinen Erfahrungen mit Anna-Maria und erinnert sich an einen Skiurlaub in Sinaia, den er mit ihr verbracht hat. Dort sind die beiden sich während einer Schlittenfahrt näher gekommen und Anna-Maria hat Andrei danach eine verschlüsselte Botschaft zukommen lassen, die er damals noch nicht hat deuten können.
Danach bricht Valentin allein nach Florenz auf und gibt sich seinen Gedanken hin. Er merkt, dass Andrei durch seine Liebe zu Anna-Maria ein reiferer Mensch geworden ist. Gleichzeitig denkt er daran, dass eine ähnlich Geschichte im Italien der Renaissance ihren Abschluss in einem blutigen Duell gefunden hätte. Auf der Ponte Vecchio trifft Valentin Anna-Maria ebenso zufällig, wie er Andrei in Assisi getroffen hat. Valentins Liebe zu Anna-Maria erneuert sich, als diese im Hotel nochmals den Valse Triste spielt, und sie setzen ihre Italienreise gemeinsam fort.
Auf der Reise gesteht sie Valentin, dass ihre Liebe zu Andrei nicht tragfähig genug gewesen sei und ihre Emotionen zu Valentin stärker gewesen sind.
Es folgt ein Exkurs des Ich-Erzählers, der die bisherige Erzählung kommentiert und von nun an ein Abschweifen der Erzählung ins Phantastische ankündigt.
In Rom begegnen Anna-Maria und Valentin Andrei wieder. Dieser sieht das glückliche Paar und begeht aus Frust danach Selbstmord. Als Valentin von Andreis Suizid erfährt, verlässt er Anna-Maria für immer und entdeckt in einem reichen Bürgerhaus das Gemälde La madonna del male, das seinem Besitzer Unglück gebracht hat.

## Epilog
Horia wendet sich in seinem Epilog direkt an die Leser. Er teilt diese in zwei Gruppen ein, nämlich die Neugierigen und die Leidenschaftlichen. Die ersteren lesen den Text für eine ästhetische Augenblickserfahrung, die anderen, um den Romantext mit ihren eigenen Lebenserfahrungen zu vergleichen. Horia bevorzugt die neugierigen Leser, denen er auch ein Gedicht widmet.

## Zitat
„So wie wir uns heute über Messalina und Raffael unterhalten, wird über Valentin und Anna-Maria nach 2000 Jahren ein anderes Paar sprechen.“ S. 142

## Kritik
„Schon in diesem Jugendwerk, das in Gehalt und Sprache deutlich den Lyriker Horia spüren läßt – er hat diese eigenartige Geschichte sehr bewußt vor den Hintergrund der italienischen Landschaft und die Architektur berühmter italienischer Städte gestellt – macht sich der Elan bemerkbar, der vor allem den später entstandenen Roman Dieu est né en exil (Gott ist im Exil geboren) kennzeichnet.“

## Ausgaben
Vintilă Horia: Dort brennen sogar die Sterne... Aus dem Rumänischen von Georg Drozdowski. Eduard Wancura Verlag, Wien, Stuttgart, 1954

## Sekundärliteratur
Kindlers Literaturlexikon, Band 3, dtv, München, 1974, ISBN 3-423-03143-3